# نانسی دوپلائا
نانسی دوپلائا (اسپانیایی: Nancy Dupláa‎؛ زادهٔ ۳ دسامبر ۱۹۶۹) بازیگر اهل آرژانتین است. وی از سال ۱۹۹۱ میلادی تاکنون مشغول فعالیت بوده‌است.
از فیلم‌ها یا مجموعه‌های تلویزیونی که وی در آن‌ها نقش داشته‌است، می‌توان به دانش‌آموختگان، زنان قاتل و قصه‌های وحشی اشاره نمود.